# Teater 23

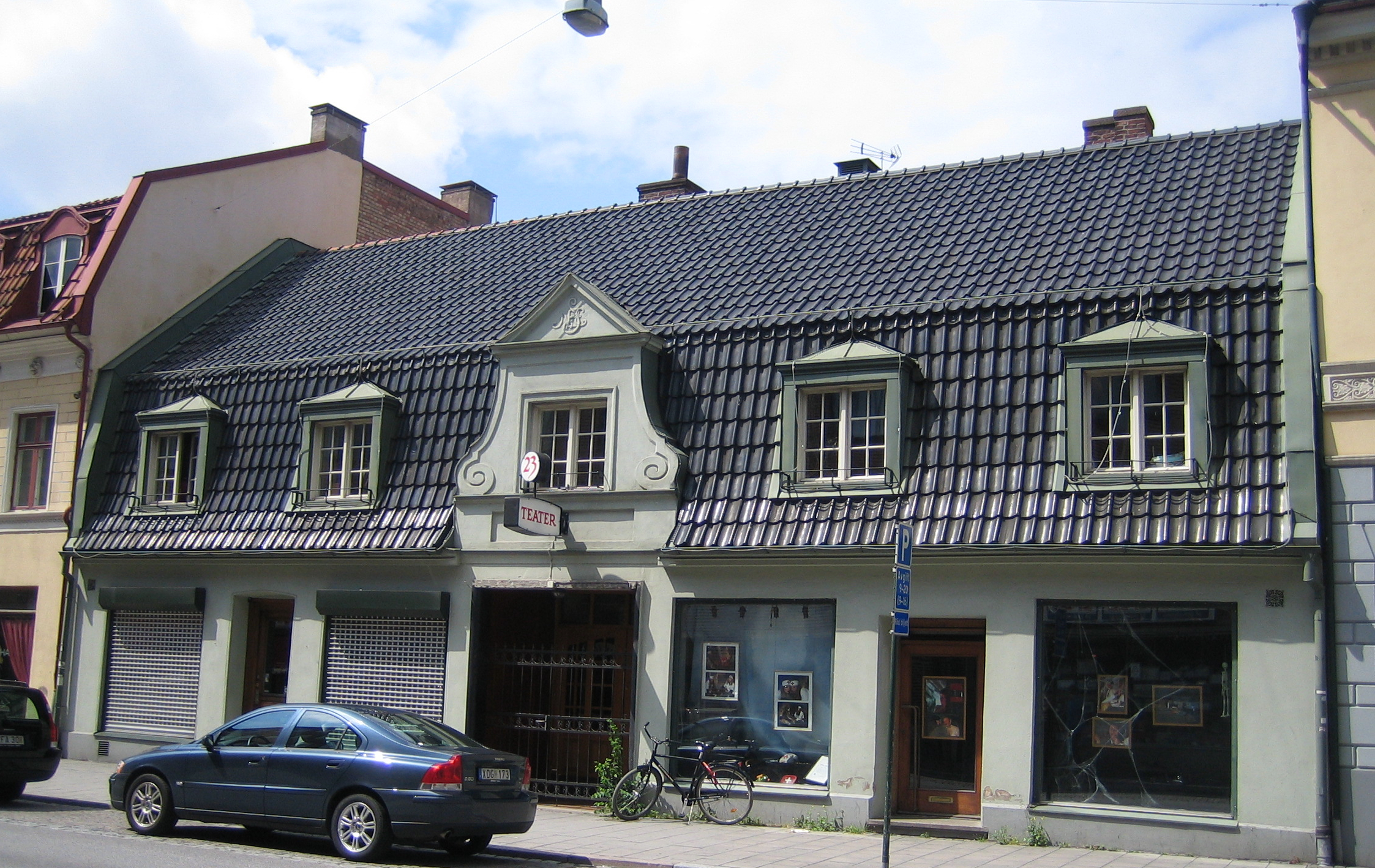
Teater 23:s nuvarande lokaler på Djäknegatan 7 i Malmö

Teater 23 i Malmö är en av Sveriges äldsta fria teatergrupper, grundad år 1958. 

## Historik
Teater 23 grundades av bland andra regissören Per Åhlin och Lennart Bratt 1958 och hade i april året efter sin första premiär, Sankte Per och jonglören samt Farsen om Mäster Pathelin, på sin första lilla scen i en före detta potatiskällare på Södra Förstadsgatan 23 i Malmö, därav namnet. Verksamheten var ursprungligen en amatörteater med oavlönade medlemmar, varav flera tidigare hade tidigare varit verksamma på den tillfälligt nedlagda Lilla teatern i Lund. Det följande decenniet spelades omkring 4–5 uppsättningar om året. Ofta introducerades mindre kända verk av dramatiker som August Strindberg, Anton Tjechov, Nikolaj Gogol och Franz Kafka varvat med då mindre etablerade namn som Beckett, Bertolt Brecht, Lorca och Eugène Ionesco.

### Ny form
I början av 1970-talet omorganiserades teatern med en mer samhällsengagerat politisk inriktning och till större del avlönad personal. Under några år fungerade teatern även som samlande organ för nyare grupper som Bruksteatern, Tidningsteatern, Sinkadusteatern och Dansteatern. Verksamheten hade också vuxit ur den lilla lokalen och började röra sig runt till olika spelplatser tills de 1978 kunde ta över Oktoberteaterns scen vid fritidsgården i Kirseberg efter Oktobers flytt till Södertälje. Där spelade man bland annat farser av Dario Fo och alltmer teater för barn och unga, som därefter kommit att bli en stor del av gruppens huvudsakliga inriktning. 1984 flyttade de in i större lokaler i Allhems förlags tidigare kontorshus, där de fick tre scener att spela på och inledde alltmer turnéverksamhet samt samverkansprojektet "Teater för barn, med barn" med amatörteaterverksamhet.
För att få en mer central spelplats flyttade teatern 1998 in i Ensembleteaterns förra lokaler i ett av de byggnadsminnesförklarade "Djäknegatshusen" på Djäknegatan 7. Sedan 2003 styrs verksamheten av ett kollektivt råd utan någon chef. Repertoaren består numera huvudsakligen av nyskrivna produktioner för barn- och ungdomspublik med sporadiska uppsättningar för vuxenpublik. Bland uppmärksammade uppsättningar kan nämnas Legenden om Sally Jones, som regissören Harald Leander erhöll Kvällspostens Thaliapris för 2012.
2012 startade Teater 23 i samarbete med Malmö stad också det uppsökande projektet "Linje 2 – Lindängen tur och retur" med särskilt samarbetsfokus på barn och unga i förorten Lindängen. Numera har även Teaterrepubliken sin spelplats i samma lokaler som Teater 23.